# ダルムシュタットの歴史
本項では、ドイツ連邦共和国ヘッセン州南部の都市ダルムシュタットの歴史について詳述する。
ダルムシュタットは、フランク人入植地から中世になって築かれた都市である。16世紀のヘッセン分割後は、ヘッセン＝ダルムシュタット方伯領の宮廷所在地として、政治的中心地となった。19世紀にはヘッセン大公国の首都となり、ドイツ帝国滅亡後はヘッセン人民州の首都となった。第二次世界大戦で壊滅的な被害を受け、戦後、ヘッセン州の州都には大戦の被害をほとんど受けなかったヴィースバーデンが選ばれ、政治的重要性を喪失した。しかし、ユーゲントシュティール運動の中心地として、あるいはダルムシュタット夏季現代音楽講習会などで国際的に知られる芸術文化都市としてその存在感を保っている。

## 先史時代
いくつかの出土品や農耕跡から、紀元前4000年から5000年にヴェッテラウ地方から線帯文土器文化が伝播し、その後いわゆるレッセン文化がヴェッテラウ地方からもたらされたと推測されている。また、南からわずかながらミヒェルスベルク文化が入り込んだこともわずかな出土品から証明されている。これら3つの新石器時代の農耕文化はその重要性や位置の持つ意義が高く評価されている。
紀元前2000年頃から金属加工、新しい縄目文土器製作術、鐘形杯をもたらした重要な民族グループが移住してきたことが解っている。初めは、Streitaxtleuteと名付けられた人々がテューリンゲンからマイン地方に進出した。彼らは戦闘能力に優れており土着の民族を駆逐したと考えられている。彼らの墳墓遺跡がアルハイルゲン区の北部やクラニヒシュタイン区に遺されている。これとほぼ同じ頃に初めて銅加工技術を持ったGlockenbecherleute（鐘形杯文化の民族）が西ヨーロッパからやって来た。この民族がStreitaxtleuteをダルムシュタット地域から追い出したことが数多くの出土品から証明されている。1926年に重要な墳墓遺跡が発掘された。ここには若い男性が典型的な屈葬の形で埋葬されていた。この遺体は「最古のダルムシュタット人」としてダルムシュタットの州立博物館に保管されている。
紀元前1600年から1200年頃の青銅器時代には、人工の墳丘の下に体を伸ばした状態で埋葬する独特の埋葬形態からHügelgräberbronzezeit（墳丘青銅時代）と呼ばれる民族グループの痕跡が数多く見られる。多くの陶器、装身具、武器、さらにはバルト海沿岸で産出した琥珀やシュレージエン地方のArmstulpenといった副葬品が最初の文化的隆盛を示している。ヴィックスハウゼン区では、この時代のものである最初の住居跡も発掘されている。
紀元前1200年頃から社会構造の変化による完全な文化構造の変化が起こった。放牧が優勢だった地域に農耕がもたらされ、火葬が行われるようになり、骨壺に納めて埋葬されるようになった。骨壺文化と呼ばれるこの文化の人々は、数多くの実用土器や装身具、武具から高い技術力を持っていたことが示されている。

## 村から都市へ（800年頃から1479年まで）

### 萌芽期（800年頃 - 1330年）
ダルムシュタットの村落はおそらく8世紀あるいは9世紀にフランク人によって建設された。この時代以後、この地に一貫して人が住み続けていることは疑いの余地がない。しかし、ダルムシュタットが歴史上の記述として初めて現れるのは11世紀の末である。貴族レーギンボーデン家に属するジーゲボーデ伯にDarmundestatの徴税を許可したというものである。
ダルムシュタットは初めドライエック狩猟場に属した。その後、1002年にヴォルムス司教領に属すベッスンゲン伯領の村となり、1009年にバンベルク司教領となった後、1013年6月21日ヴュルツブルク司教領となった。その後1803年の帝国代表者会議主要決議に基づく世俗化までヴュルツブルク司教領に留まった。
13世紀の中頃にカッツェネルンボーゲン伯はダルムシュタットの近くに水城を建設した。その防衛のために城の南側に徐々に騎士が住むようになっていった。城の東側には元々農民が住んでおり、それぞれを核として2つの町が形作られてゆき、おそらく最初は別々に運営されていたと思われる。

### 都市権と市壁の建設（1330年 - 1479年）
1330年7月23日、皇帝ルートヴィヒ4世はカッツェネルンボーゲン伯ヴィルヘルム1世にダルムシュタットの都市権を授けた。この特権授与は伯に対する個人的なものであり、市民や都市在住の貴族に対して何らの権利を与えるものでもなかった。しかしこれに付随する市場の開催権によって、それまで目立たない入植地だったこの町の重要性は急速に増し、近隣のあらゆる経済がダルムシュタットの市場に集約されるようになった。ダルムシュタットは、より古くより大きな都市であるフランクフルト・アム・マイン、ヴォルムス、シュパイアーと肩を並べるようになった。
ダルムシュタットはベルクシュトラーセの北に直結している。この事はこの都市の大きな経済上の利点であり、政治的にもたとえばラインハイムのような近隣都市を凌駕していた。さらにダルムシュタットはフランク時代からすでに、少なくとも一部は防塁を築いていた。そして遅くともカッツェネルンボーゲン伯の水城が建設された頃までには、ベルクシュトラーセに直結するベスンゲンにも市壁が築かれていた。このベルクシュトラーセに直結する好位置と水城を含む防壁の組み合わせは、カッツェネルンボーゲン伯時代にこの都市が経験した経済的・政治的飛躍の土台をなすものであった。都市権獲得後、初めは市域を厳格に規定していた市壁内で都市活動が行われていたが、急速にスペース不足が起こったことから市域は次第に拡大を続け、それまでの2つの町は一体化した。内側・外側の両市壁の完成までには約100年が費やされた。
市の自治権は、市長（シュルトハイス）を代表とし14名からなる参審裁判所によって運営されていた。普通は宗教との関連から7または12人で構成されることが多い市民代表者が、この都市では14人という人数であるのは異例なことである。おそらくオーバードルフから7人、ウンタードルフからも同数の市民代表者を受け容れたことによって人数が倍になったのだと考えられ、農民からなるオーバードルフと貴族からなるウンタードルフの社会的な距離の大きさを示すものである。やがてこの人数は減って行き、都市の運営は、わずかな家族の成員によって占められていた。彼らは生涯その職にあり、死後もその家族の成員に世襲されていったのである。このことは、やがてこの街に起こる政治的緊張の予兆を示すものであった。市民階級の人々は、自分たちの意思が反映されていないことを明らかに感じ取っていた。市民達の権利意識を考慮し、カッツェネルンボーゲン伯フィリップは1457年に市の運営担当者を14人に戻し、そのすべてを選挙で選ぶように命令した。しかし、すでに存在していた参審裁判所の影響力はどうやら相当に大きなものであったらしく、「Vierers」という役職を設ける方法で組織の拡大だけを実行した。この役職はその名が示す通り (vier = 4 ) 四人で構成される委員会で市民の意向を代表する組織とされた。この委員は市民の直接選挙で選出されることとされた。
14世紀から15世紀にかけてカッツェネルンボーゲン伯は城の増改築を続け、15世紀の中頃には中世の城塞的性格の水城は堂々たる城館に変貌していた。ダルムシュタットはカッツェネルンボーゲン伯の副首都となり、1385年にカッツェネルンボーゲン伯妃エルゼがその居館に未亡人の「宮廷」を組織する頃には最初の発展最盛期を迎えた。1453年2月にカッツェネルンボーゲン伯フィリップ・デア・ユンゲレンが早逝した後、ダルムシュタットの城館はその未亡人オッティリーの居館となった。

## 方伯時代

### 統一ヘッセンの晩年（1479年 - 1567年）
1479年に最後のカッツェネルンボーゲン伯が亡くなり同家が断絶した後、ダルムシュタットはヘッセン方伯ハインリヒ3世のものとなった。これによりこの都市は重要な副首都としての威勢を失い、権力中枢のカッセルから遠く離れた前哨基地という位置づけに落とされた。城館や市壁があるにもかかわらず、その社会構造はかつての農村にふさわしいものになっていった。この時代の初期で重要なことは、1489年8月10日にハインリヒ3世がすべての都市特権の有効性を容認したことである。これによって都市権および市場開催権はそれまでの伯の束縛を逃れ、市当局の管理下に置かれることとなったのである。ただし、方伯はその代償にこの都市に経済的支援を義務づけた。こうしてダルムシュタットは方伯のひどい財政状況の一端を押しつけられ、その借金によって経済的に没落していった。

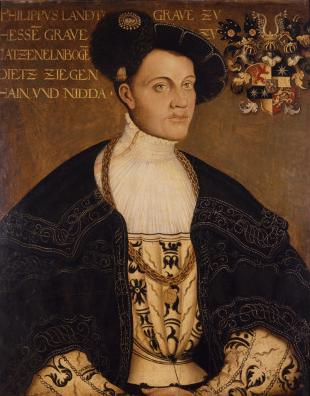
ヘッセン方伯フィリップ

だが、ダルムシュタットにとって本当の変化は、フィリップ（寛容伯）が方伯に即位した1518年に訪れた。この年にフランツ・フォン・ジッキンゲンがダルムシュタットを攻撃した。この時、比較的新しい市壁ですら技術的に絶望的に時代遅れのものとなっており、包囲戦を長く持ちこたえる事はできなかった。これにより城館は初めて破壊され、都市はその後何年も破壊された建物の再興に費やさねばならなかった。しかし、この街は包囲戦以前の姿に再建され、防衛施設の根本的な刷新は諦めなければならなかった。その結果、わずか数年後の1547年のシュマルカルデン戦争で皇帝軍の襲撃を受け占領された。このため城館と都市の大部分が再び破壊されたのである。
この戦争の原因の一つにシスマがあった。フィリップは1527年にヘッセンに宗教改革をもたらし、これにより皇帝カール5世に追放刑を宣言されていた。その後の両者の対決でダルムシュタットは引き続き停滞した。しかし、フィリップは明らかに前任者よりも大きな負担を強いたにもかかわらずダルムシュタットの経済は頑健であった。政治的も、フィリップの治世には多くの会議や外交交渉がダルムシュタットで行われている。
内政面では、都市運営階級と市民階級の間に依然大きな隔たりがあった。このため多くの役所が二重構造化していった。たとえば市長は、市参事会が1年ごとに選出する「ラーツビュルガーマイスター」（後のオーバービュルガーマイスター）と市民階級がやはり1年ごとに選出する「ユンゲラー・ビュルガーマイスター」（またはウンタービュルガーマイスター）がいた。このように市参事会と市民の間には緊張関係があり、市参事は十分に市を代表するとは言い難い状況にあった。

### ヘッセン＝ダルムシュタット方伯の創設（1567年 - 1596年）

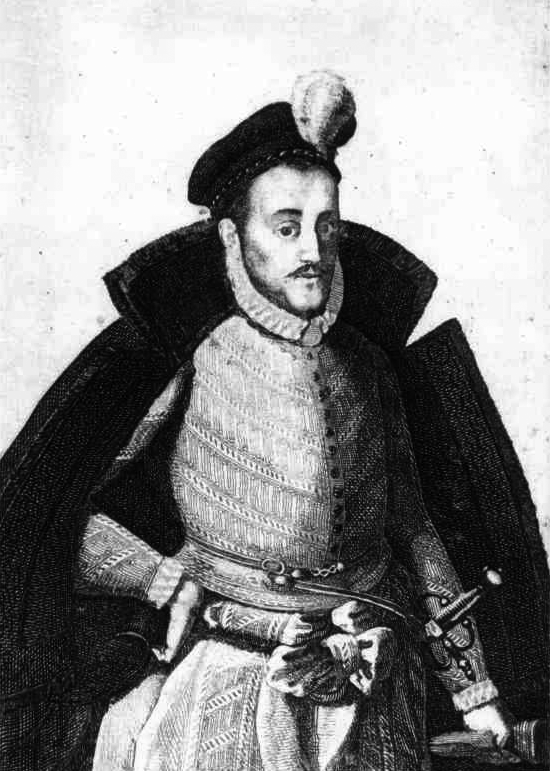
ヘッセン＝ダルムシュタット方伯ゲオルク1世

1567年にフィリップ寛容伯が亡くなるとヘッセンは4人の息子に分割された。4男のゲオルク1世はヘッセン家の傍流となるヘッセン＝ダルムシュタット家を創設し、それまで前哨基地に過ぎなかったダルムシュタットを堂々たる宮廷都市にしていった。
最初は兄のヘッセン＝マールブルク方伯ルートヴィヒ4世の後見下で城館の再建や新しい市庁舎の建設、手工業法や営業法の公布を行った。その後ゲオルク1世自身は財政を強化し、新しい統治法を定め、司法改革とその中央集権化を行い、精力的に都市の再建を行った。そして1590年からマグダレーネ通りの旧フォアシュタットを建設、城館のさらなる増築も行った。フィリップのヘッセン領であった他地域からのヘッセン＝ダルムシュタット方伯の主権分離を規定したラント法に関する兄弟との長く、結局は不調に終わった交渉の後、ゲオルク1世は1591年についにこれを確定した。これによりダルムシュタットはゲオルク家の主権地域の永続的な首都となり、やがてはかつてのヘッセン方伯領の大部分を包含する形で再統一されたヘッセン大公国の首都となるのである。
外交面ではダルムシュタットの利点を活用し、ゲオルク1世の治世の間戦争に巻き込まれることはなかった。これにより内政面では、経済、豊かさ、市の人口は急速に増加していった。彼は、堅信礼を経た子供に教育を与え、事実上就学の義務を規定した。またゲオルク1世は、1592年に市立の救貧院、1594年から城内で孤児に教育を施したことで社会福祉の基礎造りの契機を与えた。
遅くとも1582年以降、この都市は魔女狩り熱の虜となり、約40人の女性とヴァオルフ・ヴェーバーという名の若者が魔女（あるいは悪魔）として有罪判決を受けて処刑された。その同じ頃にはペストの流行が繰り返し起こり、1585年の1年だけで市民の10%以上が亡くなった。しかし、魔女狩り熱やペストの流行があったにもかかわらず、ゲオルク1世の治世にダルムシュタットの人口は増加した。

### 三十年戦争、ペスト、飢餓（1597年 - 1661年）
ゲオルク1世の息子のルートヴィヒ5世は、最初は父の始めた拡張・新設工事を引き継ぎ、ダルムシュタットはさらに発展して行った。しかし1604年からヘッセン＝マールブルク方伯の遺産を巡ってヘッセン＝カッセル方伯と争いを始め、さらに1618年の三十年戦争の開始によりダルムシュタットは危機へと突入していった。

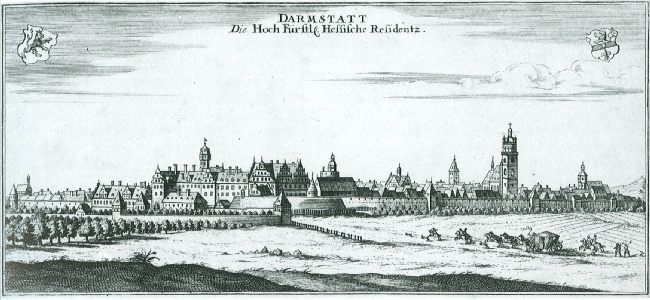
1626年のダルムシュタット

1626年にルートヴィヒ5世の息子であるゲオルク2世が即位したことで、都市内の少数派住民（たとえばユダヤ人など）の立場も変わっていった。帝国のどこにいても差別されていた彼らであったが、ゲオルク1世はその権利を保障し、比較的問題なくそれぞれの稼業に専念することができていた。だが、戦争はキリスト教徒とユダヤ教徒の関係を悪化させ、ユダヤ人の経済的な地位に対する反感を呼び起こした。ゲオルク2世は即位の直後に全ユダヤ人に対して退去を要求した。彼はユダヤ人追放を要求する市参事会の支持を得ており、1627年8月1日の期限までにダルムシュタットから立ち去ること、この期限以後はいかなるユダヤ人もその安全を保障されないことを宣言した。これに対しユダヤ人は帝国最高法院の判決に護られ追放を回避した。ゲオルク2世は1629年2月20日のユダヤ人令で譲歩はしたものの、大きな制約をユダヤ人に課したのであった。
1630年から戦争は激しさを増していった。ヘッセン＝カッセル方伯ヴィルヘルム5世はスウェーデン王グスタフ2世アドルフと同盟を結んだ。これを承けてヘッセン＝ダルムシュタット方伯ゲオルク2世は皇帝側に立った。これによりマールブルクを巡る争いにおいてもスウェーデンはヘッセン＝カッセル方伯を支援した。これに対してゲオルク2世は皇帝の出馬を急がせようと試みた。結局ギーセンの方が防衛に有利だと判断したゲオルク2世はダルムシュタットを離れた。彼がダルムシュタットに戻るのは戦争が終わった後の1649年になってからであった。
その後1632年から1633年の冬にダルムシュタットでペストが流行し、1635年までに2,000人の犠牲者が出た。同じ年にフランス軍が無抵抗のこの都市を数週間にわたって占領した。これにより街には大きな被害がもたらされ、周辺の町村は略奪され、中には火を付けられた集落もあった。畑も荒らされ飢餓に襲われた。1639年にこの都市はまたもや占領された。今度はバイエルンの軍勢であった。そして都市は今度もまた荒らされたのである。
方伯がギーセンに滞在している間にもダルムシュタットの周辺地方は危機に瀕していた。周辺の村から市壁の中は安全だと誤解した逃亡者らが都市の中へ逃げ込み、ペストの新たな温床を持ち込んでいた。1647年4月にフランス軍がまた戦闘無しにこの都市に進出した。廃墟の縁でダルムシュタットはこの軍勢の面倒を見ねばならず、市参事は貧しい市民達には破滅が待つだけだと公言して憚らなくなっていた。かつてはダルムシュタットに隆盛をもたらしたベルクシュトラーセ沿いという好位置が裏目に出て、常にこの街道を行き来する軍隊を宿泊させなければならない事になり、経済的な負担の限界に来ていた。
ヴェストファーレン条約によって戦争が終結すると、ダルムシュタットはゆっくりと回復に向かった。戦争直後から緩やかな再興がなされ、方伯と市参事の間で行政運営の細部にわたる権力闘争が行われた。市参事達は方伯によって自分たちの権利を削減しようとしており、絶対君主制が間近に迫ったことを感じていた。

### 平和と新たな興隆（1661年 - 1688年）
1661年からのルートヴィヒ6世の治世には、平和なだけでなく経済発展も戻ってきた。建設工事は再び増加し、豊かさが広がった。ゲオルク2世が1659年にライン同盟に加盟したことでもたらされた緊張は、ダルムシュタットの防衛施設の改良が必要であることを明らかにした。そこでルートヴィヒ6世は星形の防塁施設でダルムシュタットを囲う計画を策定した。最終的には都市防衛の小規模な改良だけが行われた。
ルートヴィヒ6世は、彼の前任者が始めた領主特権の拡大を継続した。ツェント裁判所のほぼ完全な無力化は市行政当局の権利を著しく制限した。さらに重要と考えられるのが、市参事の選挙における方伯の選択権を制定したことである。方伯は市参事会議員選挙において候補者を容認するかどうか選ぶことができた。これには、参事会議員同士の選挙は無駄になる場合があるということを意味する。さらに後に市参事会議員選挙時の候補者推薦権を設けたことで、方伯は事実上市参事会を完全に掌中に収めたのである。
ルートヴィヒ6世は1678年4月24日に亡くなった。息子で後継者となったルートヴィヒ7世はわずか数ヶ月後に赤痢に感染し亡くなった。このため最も身近な親族（異母弟）で当時10歳だったエルンスト・ルートヴィヒが、母親エリーザベト・ドロテア・フォン・ザクセン＝コーブルクの後見下で統治を行った。彼女は、夫の遺志を継いで積極的に都市の発展を図った。

### 経済の低迷と文化の開花（1688年 - 1790年）

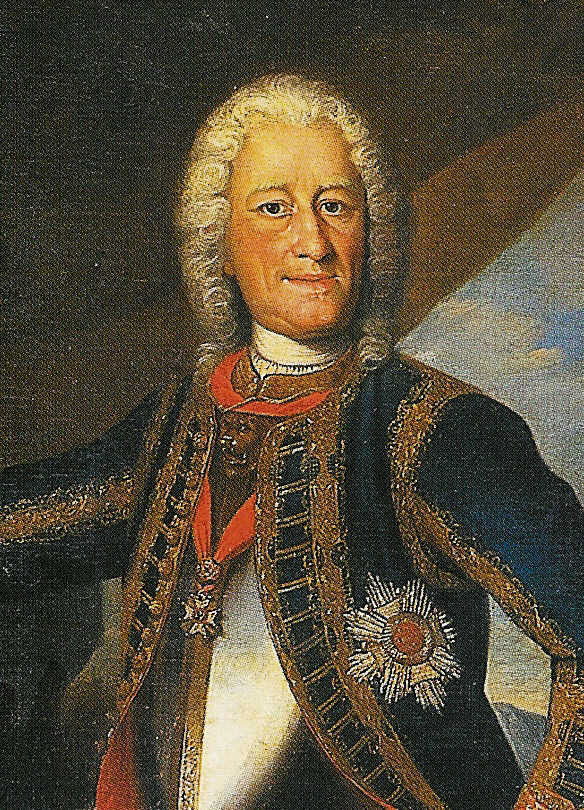
ヘッセン＝ダルムシュタット方伯エルンスト・ルートヴィヒ

エルンスト・ルートヴィヒが自身で統治を開始した1688年には、外交状況は悪化していた。遺産紛争に関して脅しを受けたエルンスト・ルートヴィヒは、ルートヴィヒ2世に倣って、依然として防衛施設が脆弱なダルムシュタットを離れてギーセンへ避難した。彼は自らの領邦全域に絶対領主制を敷こうと考えた。それはダルムシュタットにとっては、市参事会にさらなる制約が課されることを意味していた。
1693年、フランス軍がダルムシュタットを攻撃し、城館のベルクフリート（主塔）や市壁の一部を担っているヴァイサー塔の一部を破壊した。エルンスト・ルートヴィヒは、まさにその場所に「ノイエ・フォアシュタット」を建設した。ダルムシュタットはやっと構造上も農民都市から宮廷都市へと変化した。

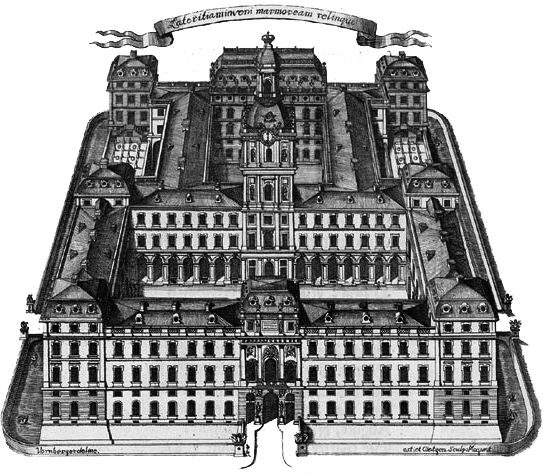
新宮殿の計画図

1698年に外交的な緊張が緩和すると、エルンスト・ルートヴィヒは廷臣とともにダルムシュタットに戻ってきた。それ以前から彼は都市の再建を命じていた。この時期に多くの代表的な建築物が建設された。1715年に宮廷のオフィスが火災に遭い、この機会に古い宮殿を4つの大きな翼棟を持つ新しい宮殿に建て替える計画が立てられた。しかし、資金難から1726年に2つの翼棟が完成しただけであった。
エルンスト・ルートヴィヒは多くの政治的な改革を行った。彼はユグノー派の人々を移住させ、市参事会の抵抗にもかかわらずユダヤ人に宗教行事の挙行を許可し、その上後にはシナゴーグの建設さえ許した。また、カトリック信者らにもその祭事を許した。彼は絶対君主制に啓蒙主義を吹き込んだのである。
しかし、エルンスト・ルートヴィヒが治めた領邦は廃墟に近い状況にあった。彼の晩年、金融状況は壊滅的な状態にあり、彼は鉛から金を生産させようと錬金術師を雇うことまでしている。もちろん、これはさらなるコストを産んだだけであった。1739年に彼が亡くなった時、その領邦の借金は400万グルデンに達していた。
エルンスト・ルートヴィヒの後継者ルートヴィヒ8世は都市の拡大を大部分中止させた。しかし支出は、彼の狩猟道具に向けられ、さらに増大していた。すでに先代のエルンスト・ルートヴィヒも狩りに熱中し、大金を浪費し、多くの土地を使い物にならない状態にしていた。ルートヴィヒ8世は、それをさらに拡大し、国家財政をめちゃくちゃに破壊し、さらに多くの土地を踏み荒らしていったのである。このため耕地は使い物にならない状態となり、静まりかえったのである。
ルートヴィヒ9世は1768年に方伯に即位した。彼はダルムシュタット市に厳しい支出削減を命じた。ダルムシュタットにとってルートヴィヒ9世の治世は立て直しの時期であり、政治的には重要でない時期であった。ルートヴィヒ9世は、宮廷をピルマゼンスに遷していたためである。これに対して方伯妃のヘンリエッテ・カロリーネ・フォン・プファルツ＝ツヴァイブリュッケンは、たびたびダルムシュタットを訪れ、その文化的興隆に配慮を見せた。彼女は1771年に Kreis der Empfindsamen（繊細な人物のサークル）という文化サークルを組織したのだが、その中には若き日のゲーテも参加していた。こうしたことから彼女は Die große Landgräfin（偉大な方伯妃）という尊称を授けられている。
方伯自身は、自らの支出削減令を遵守することができず、軍事施設を次々に建設した。これによる市の財政悪化を彼は見誤ったのである。1769年に完成した練兵施設を1771年に新しい施設を建設するために解体したのだが、この建てようとしていた新しい施設はあまりに巨大で、あまりに経費がかかりすぎるものであった。
政治の上では、ルートヴィヒ9世は必要な改革に着手したといえる。市に財政的負担を強いていた兵舎を解体し、刑事事件のための拷問台を廃止し、学校制度を近代化した。

## ヘッセン大公（1806年 - 1918年）

### 方伯の終焉と大公領の創設（1790年 - 1815年）

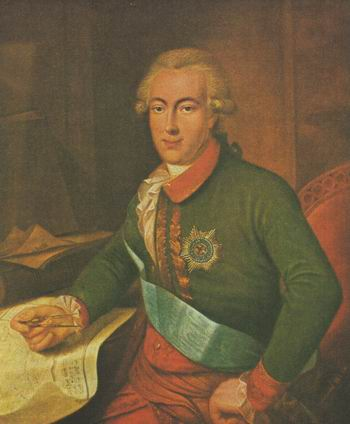
ヘッセン大公ルートヴィヒ1世

ルートヴィヒ10世は1790年に即位し、宮廷をダルムシュタットに戻した。治世の開始と同時に、カトリック教徒が自由に無制限に宗教活動を行うことを許可した。数年後にはユダヤ人が不動産を獲得することも許した。1796年には、ユダヤ人が初めて市民権を得た。
1803年の帝国代表者会議主要決議によりヘッセン＝ダルムシュタット方伯は多くの領土を得た。1806年にルートヴィヒ10世はライン同盟に加盟し、ナポレオンから大公位を授けられた。これ以後彼はルートヴィヒ1世フォン・ヘッセン＝ダルムシュタット・ウント・バイ・ラインを名乗った。

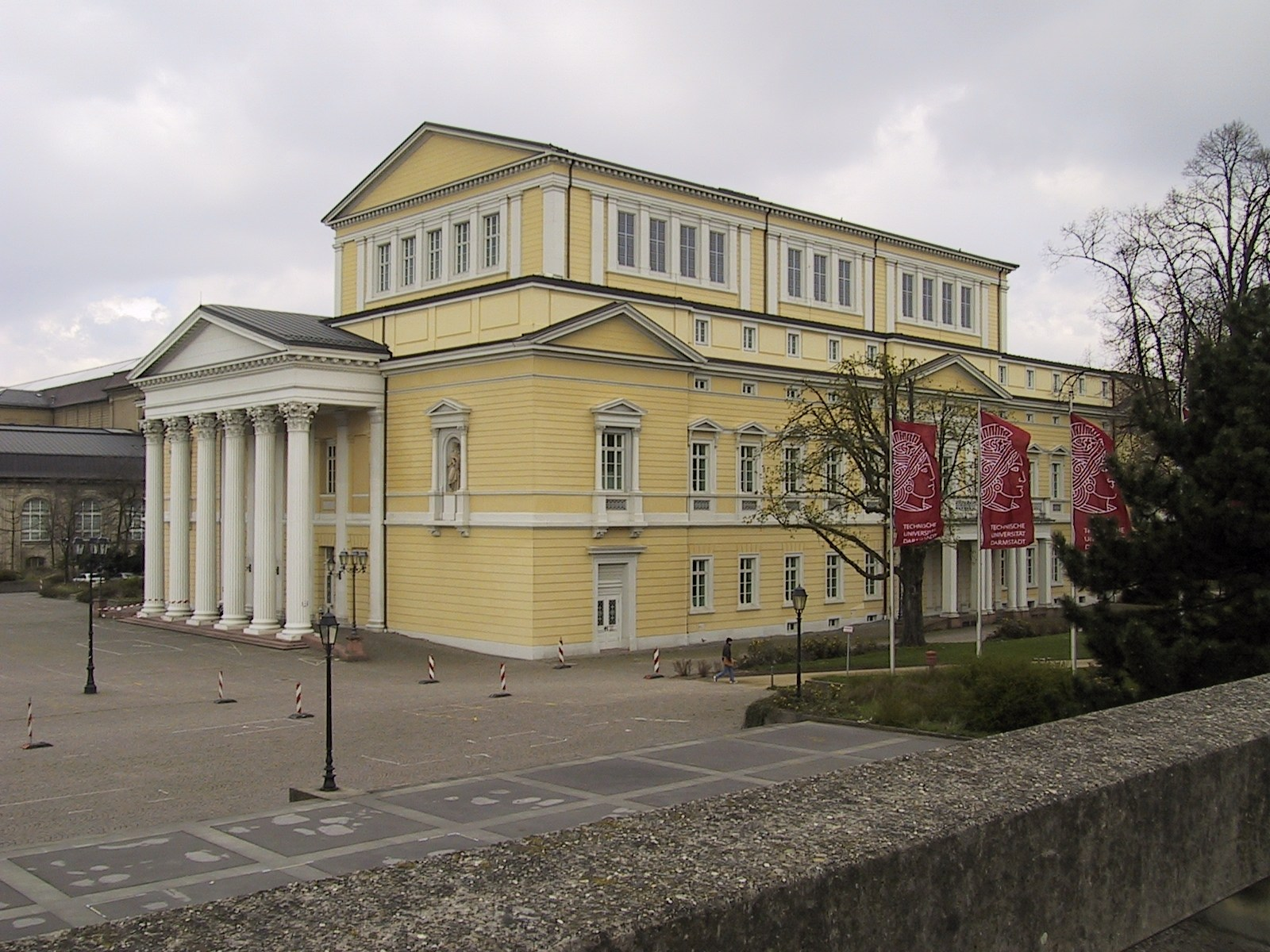
ダルムシュタット文書館（旧宮廷歌劇場）

初代大公の下で人口は急速に増加し、ゲオルク・モラーは1810年から城館の西にモラーシュタットの建設に着手した。この街には急速に社会的に恵まれた地位にある人達が集まった。一方旧市街は貧困化し悲惨な状況に陥っていった。モラーは領主庭園の宮廷歌劇場（現在のヘッセン州立ダルムシュタット文書館）やルートヴィヒ教会などの代表的な建造物を建設した。

### 三月革命以前、工業化（1815年 - 1871年）
大公ルートヴィヒ1世は最初絶対君主制を敷いたが、1820年にこれを取りやめた。二院制を導入し、借金を解消することは包括目標とした。選挙システムを完成させたが、これは民主主義の観点からはなお遠いものであった。選挙権を持っていたのは、25歳以上の男性で少なくとも20グルデン以上の直接税を納めているものであった。これに該当するのはダルムシュタット市民の約15%であった。彼らが最初に全権委任した選挙人グループを選び、さらにその中から最終選挙人を選択した後、本当の選挙が行われるものであった。さらに困難なことには、代議士になるには最低100グルデン以上の直接税を納めていることが必要であった。ダルムシュタットでこの条件を満たす人物は20人にも満たなかった。
それでも大公は3月革命前の動きを和らげる事には成功したようであった。しかし1830年に息子のルートヴィヒ2世が即位すると革命運動は徐々にダルムシュタットにも伝播した。
初めは非政治的新聞が目先の政治に目を転じた程度であったが、1834年6月にゲオルク・ビュヒナーが起草し、フリードリヒ・ルートヴィヒ・ヴァイディヒが改訂したヘッセン急使が刊行された。このパンフレットは、大公の統治と貴族を鋭く批判し、「あばら家に平和を！ 宮殿に戦争を！」という有名なスローガンで革命を呼びかけた。

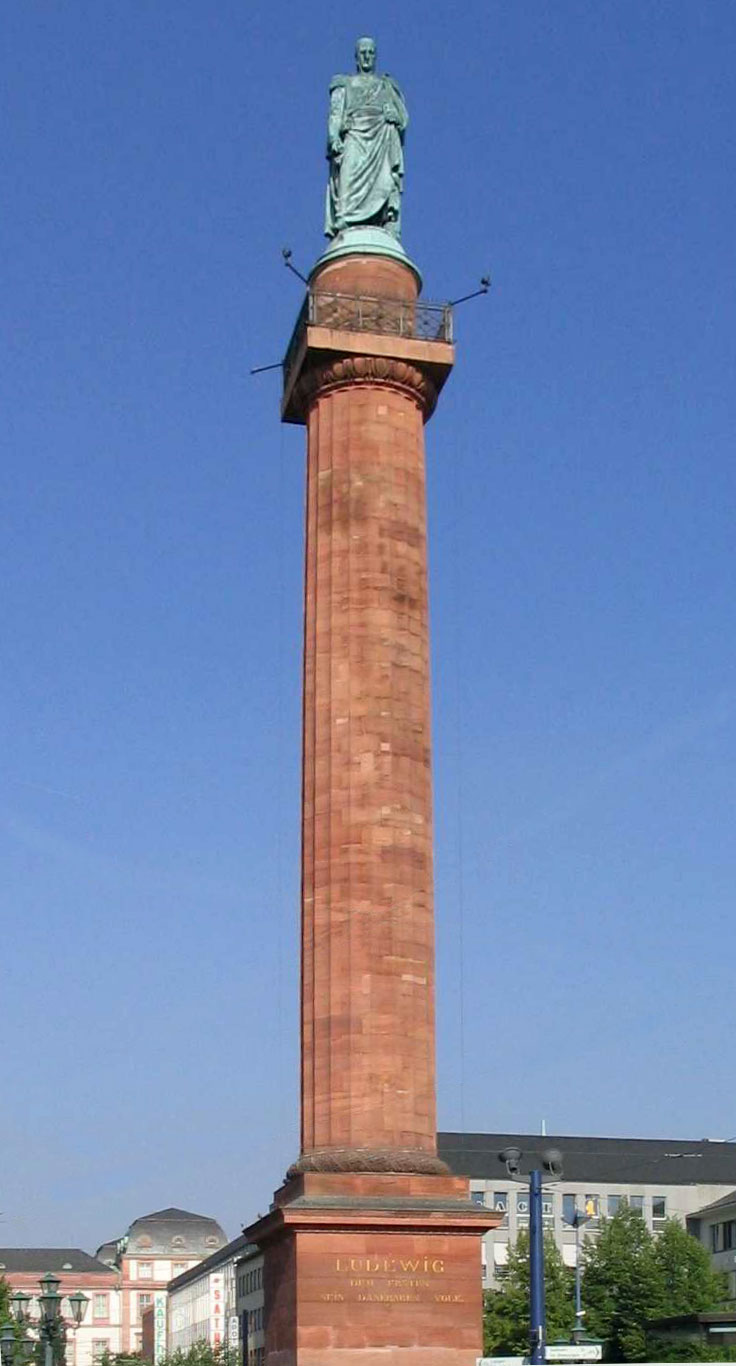
ルートヴィヒ記念碑

不人気な大公ルートヴィヒ2世は、国民から高い評価を受けていた父にあやかろうと、ルイーゼ広場に巨大なルートヴィヒ記念碑を建立した。この時期に愛国心が最高になった証左に、ダルムシュタットをルートヴィヒスシュタットと改名する提案がなされた。この提案に対する自由主義者の嘲りのコメントは、ルートヴィヒ記念碑のような壮麗な建築物だけでは革命への意欲を抑圧することができなかったことを示している。
1848年の初めの住民暴動は次第に拡大し、激化した。ルートヴィヒ2世は、1848年3月5日に息子のルートヴィヒ3世を共同統治者に指名した。その後1848年6月16日に父親が亡くなった後は、ルートヴィヒ3世が単独の統治者となった。ルートヴィヒ3世は国民に大変愛された統治者であった。彼は大公の統治が豊かな成果をもたらしていることを強調し、民主主義や社会主義の活動を防いでいた。
1850年10月9日、ルートヴィヒ3世は民主化運動の大きな期待を承けて、プロイセンをモデルとする三級選挙法を導入した。この制度は、その構造上、自由主義運動を著しく制約するもので、1848年時点の大公の保守的な姿勢が明らかとなっている。
その後、工業化がこの都市を発展させた。たとえば1848年には化学企業のメルクが最初の工場を現在のメルク広場に建設した。工業化は貧困者に職を与え、スラム街の貧困化に歯止めがかかり、革命の気勢を削ぐこととなった。

### ドイツ帝国と第一次世界大戦（1871年 - 1918年）
ドイツ帝国の創設期には経済が繁栄し、1888年にベッスンゲンがダルムシュタットに合併したことで市域は大きく広がった。
1874年にダルムシュタットは新しい統治体制を作り上げた。自治体行政は基本的に拡大した市議会に委ねられた。市議会議員の選挙では、2年以上この都市に住んだ者であれば誰でも同等の投票権を有した。

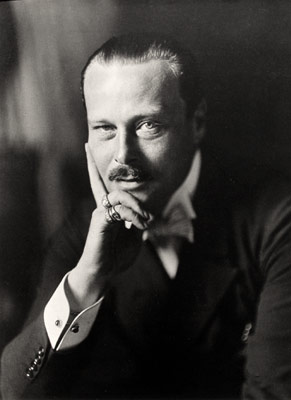
ヘッセン大公エルンスト・ルートヴィヒ（1905年）

未だに貧困な旧市街の外側に新しい堂々とした建物が建てられていった。博物館、学校、全く新しい住宅地などである。その中でも最も重要なものは、1899年に大公エルンスト・ルートヴィヒがマチルダの丘に設けた芸術家コロニーである。ここはユーゲントシュティール発展の中心地となったのである。
19世紀最後の10年間は経済発展、人口増加、芸術文化の復興がなされたのだが、最後の要素については議会は懐疑的であった。特に美術工芸品ではなく、特定の芸術流派を育成することに対して批判が起こった。素朴なダルムシュタット市民は、そうでなくとも芸術家コロニーの必要性を認めていなかった。1904年には当時の市の建築監督であったアウグスト・ブックスバウムは『ユーゲントシュティールは敗北した』と述べている。「ユーゲントシュティール都市」という後世のダルムシュタットの誇らしげなキャッチフレーズは、同時代の称賛を得られないことを意に介さないエルンスト・ルートヴィヒの芸術上の野心を反映している。
第一次世界大戦の勃発とともに建設工事は減少し、戦争があらゆる発展を機能停止に追い込んだ。エルンスト・ルートヴィヒは政治勢力の伸張をほとんど持たず、芸術的熱狂と現実離れした世界に逃避した。それでも彼は、1918年の11月革命後も退位を拒んだ。それにもかかわらず、ダルムシュタットは共和体制の下に樹立されたヘッセン人民州 (Volksstaat Hessen) の首都となった。

## 近代（1918年以後）

### ヴァイマル共和制
戦後、ダルムシュタットの発展は国の他の地域と並行したものであった。経済危機が短い発展を断ち切り、食糧難、高い失業率、社会的緊張を生み出した。新しい建物が主なく放置される一方で、急速に住宅難が進行した。突然の世界恐慌はこうした状況を直撃したのである。
1930年代から、ダルムシュタットでも国家社会主義が急速に力を持ち始めた。1931年の国会議員選挙ですでに、ダルムシュタットは全国平均よりも多くの票を国家社会主義者に与えた。それまで政治的に優位にあったSPDは多くの票を失い、このために衰退し、ファシズムの道を開いた。
アドルフ・ヒトラーがドイツ国首相に指名された1933年1月30日の夕方、KPDとSPDの自発的な抗議行進が起こり、その後の週には党主導的なデモや政治集会、さらには新しい権力者に反対する政治手段としてのストライキが検討された。しかし1933年3月5日の帝国議会議員選挙で50%のダルムシュタット市民がNSDAPに投票したことにより、反対運動は終息した。

### 国家社会主義と第二次世界大戦
1933年の選挙後すぐに国家社会主義者の政敵に対する恣意的な逮捕・拘禁がなされた。大量の家宅捜査や、「共和主義者」「ユダヤ人」および「非アーリア人」公務員の罷免は狙い定めた統制活動の一部であった。通りや広場は新たにイデオロギーに沿った名称に改名された。たとえば、フリードリヒ・エーバート広場はホルスト・ヴェッセル公園に、ルイーゼン広場はアドルフ・ヒトラー広場になった。
3月13日、ヘッセン人民州の議会は、NSDAPと中央党の投票によりNSDAP党員のフェルディナント・ヴェルナーを、ベルンハルト・アーデルンクの後任のヘッセン首相に指名した。SPDの代議士は、国家社会主義者による激しい脅迫を受け、この時の議会には参加していなかった。
1937年にエーバーシュタットとアルハイルゲンがダルムシュタットに合併し、この街は大都市となった。1938年11月9日から10日の水晶の夜にはブライヒ通り、フリードリヒ通り、エバーシュタットのシナゴーグに火が付けられた。夜明けには（これは、もしかしたら放火とは違って組織的ではなかったかもしれないのだが）、SAとSSの兵士が通りを陶酔しながら駆け抜け、数知れないユダヤ人の商店を破壊していった。多くの死者も出た。あるユダヤ人の少女はSA隊員が近づいてくるのを見てパニックに陥って窓から転落し、それを目の当たりにした父親はショックで首を吊った。

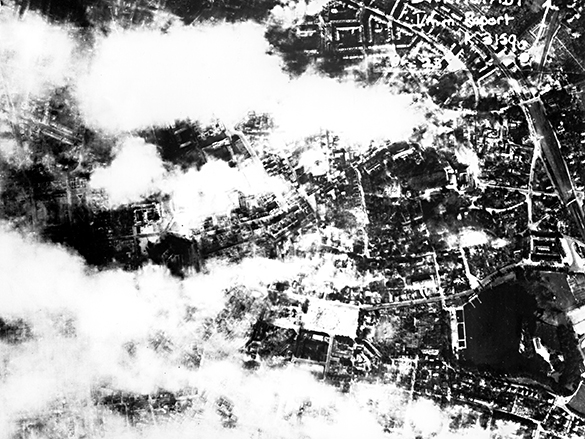
1944年9月12日「大火の夜」翌日の煙がくすぶるダルムシュタットの街

1940年6月8日、ダルムシュタットは初めて、合計36発の爆撃を受けた。1943年の夏以降、しばしば爆撃を受けるようになった。1944年9月11日から12日の夜は「大火の夜」と呼ばれる。イギリス空軍による空爆とそれに伴う火災風によってダルムシュタットは一夜にして廃墟と化したのである。この攻撃は、人口密度の高い中心部に対してなされ、11,500人が亡くなり、約66,000人が住む家をなくした。

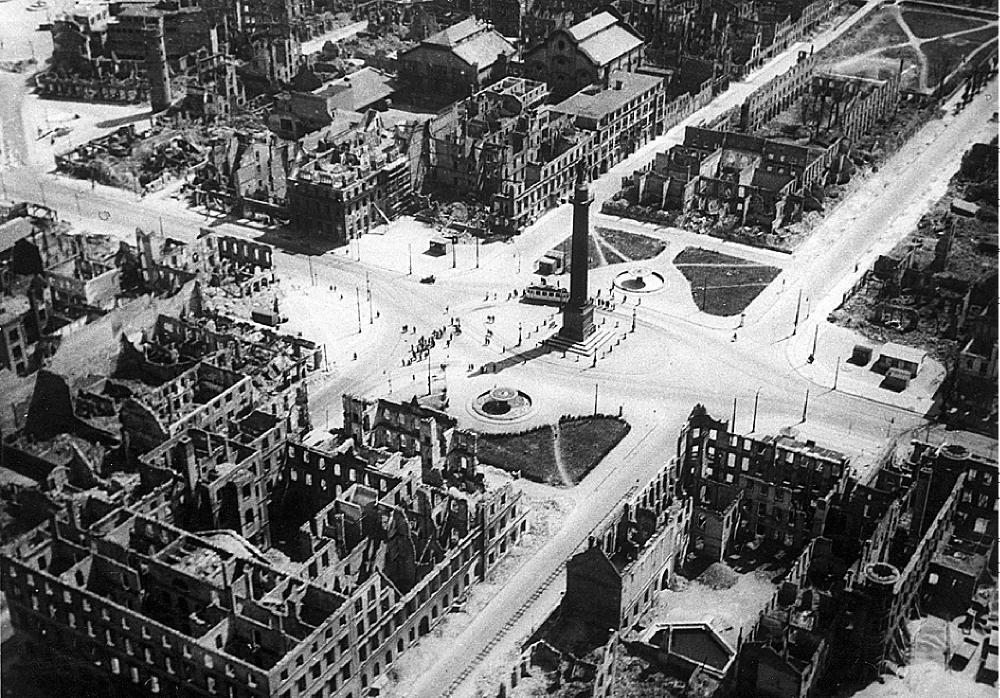
1944年の空爆で廃墟と化したルイーゼン広場付近

非現実的な廃墟と化した都市で何ヶ月もの間、為す術もなく命が失われ続けた。1945年3月25日にアメリカ軍がこの都市を占領し、やっと国家社会主義と戦争が終息したのである。
終戦までにダルムシュタット旧市街および中心街の99%が破壊され、建物の78%が爆撃の犠牲となった。ダルムシュタットに対する空爆は、人口当たりに換算すると、全ドイツの都市の中でプフォルツハイムに次いで2番目に多くの第二次世界大戦の空爆犠牲者を出したことになる。終戦時、ただの瓦礫の山となった都市は合計12,300人の犠牲者を悼んだ。

### 戦後復興、現代
ダルムシュタット占領後、ルートヴィヒ・メッツガー (SPD) が上級市長となった。1946年に新しく樹立したヘッセン州の州都はダルムシュタットではなく、ヴィースバーデンが選ばれた。
市の復興では、城館、市庁舎、国立博物館といった偉大な歴史的建造物が再建された。しかし旧市街には新しい道路網が整備された。最初のきわめて細かい街区に分割する案は退けられたが、住民からの同意を得ることなく新しい街区の切り分けがなされた。旧市街の北西部には大学のキャンパスが増築された。この時期に造られた新しい建築物は装飾を排した実用本位の形態であった。都市建設の骨子となるプランは1947年から都市建設行政のリーダーを務めることになったペーター・グルントのアイデアによるものであるが、そのシステムは「組織体としての幹線道路網」を基本とするものであった。

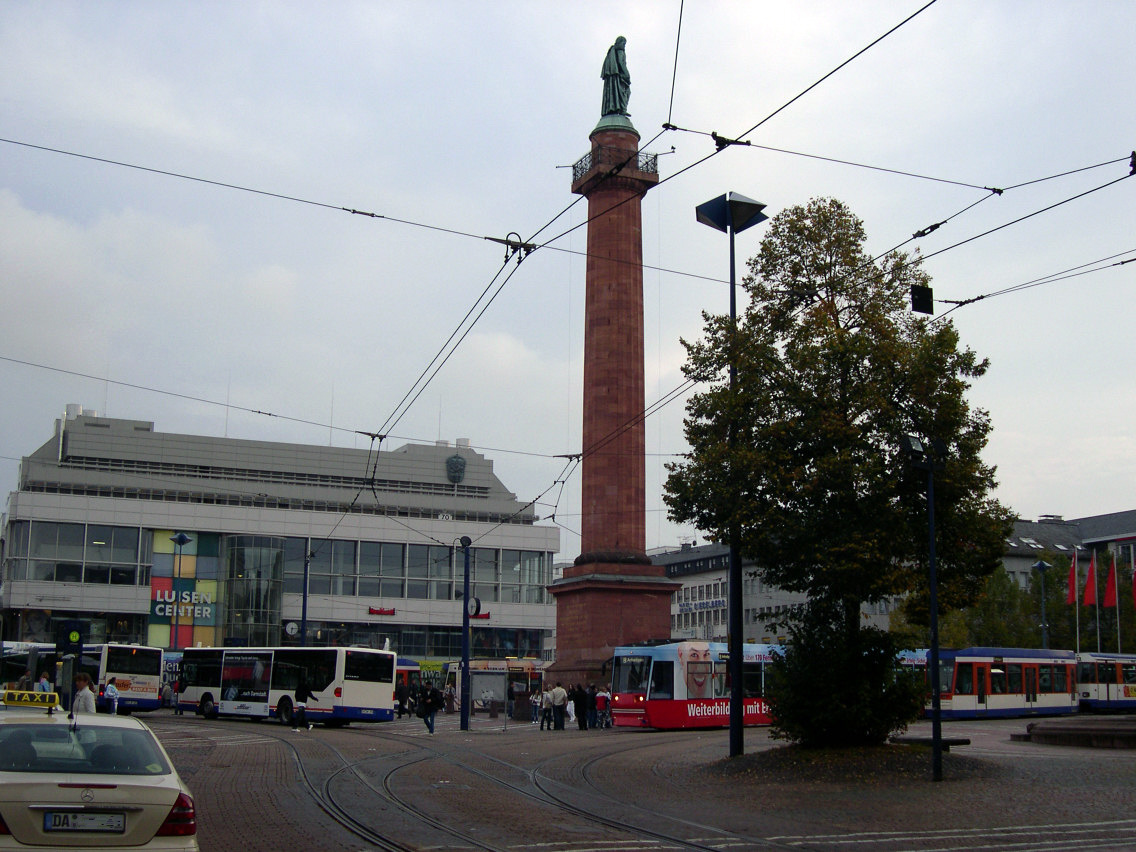
ルイーゼン広場とルイーゼンセンター

再生可能な旧国立劇場の廃墟は劇場としては廃止となり、1972年にヴィルヘルミーネ広場に新しい劇場が建設された。ルイーゼン広場のほとんど破壊され尽くした旧宮殿も再建されなかった。激しい議論の結果、ここには1977年にショッピングセンター「ルイーゼンセンター」が建設された。
ダルムシュタットには多くの国内・国際研究機関があり、これにより1997年8月に「学術都市」の呼称をヘッセン州内務省から与えられた。その後、ダームスタチウムとして周期表に現れた。

## 引用
1. ↑  ダルムシュテッター・エコー 2002年12月11日付『ダルムシュタットの市史の重要なデータ』
2. ↑  ダルムシュテッター・エコー 2006年8月8日付『1567年にきっかけはあった』
3. ↑  ダルムシュタットの魔女狩り — ヴォルフ・ヴェーバーとアンネ・ドライアイヒャーの事例
4. ↑  Darmstadts Geschichte - Fürstenresidenz und Bürgerstadt im Wandel der Jahrhunderte, Abschnitt 3: Vom Biedermann in die Katastrophe des Feuersturms, Eckhart G. Franz, Eduard Roether Verlag, Darmstadt 1980, S. 470, ISBN 3-7929-0110-2
5. ↑  Kriegsschicksale Deutscher Architektur - Verluste, Schäden, Wiederaufbau. Bd 2. Süd. Karl Wachholtz, Neumünster 1988, S. 787, ISBN 3-926642-22-X
6. ↑  Kriegsschicksale Deutscher Architektur - Verluste, Schäden, Wiederaufbau. Bd 2. Süd. Karl Wachholtz, Neumünster 1988, S. 783 & S. 784, ISBN 3-926642-22-X
7. ↑  Kriegsschicksale Deutscher Architektur - Verluste, Schäden, Wiederaufbau. Bd 2. Süd. Karl Wachholtz, Neumünster 1988, S. 772 - S. 797, ISBN 3-926642-22-X
8. ↑  Darmstadts Geschichte. Fürstenresidenz und Bürgerstadt im Wandel der Jahrhunderte. Eduard Roether Verlag, Darmstadt 1984, ISBN 3-7929-0110-2